# Batalha de Lopera
A Batalha de Lopera teve lugar entre 27 e 29 de dezembro de 1936 durante a Guerra Civil Espanhola. Esta batalha ocorreu durante a ofensiva  nacionalista em Andújar. 

## Antecedentes
Em dezembro de 1936, Queipo de Llano iniciou uma ofensiva para capturar a área  oleícola de Andújar, na província de  Jaén. A fim de retomar a cidade de Lopera ocupada pelos nacionalistas em 24 de dezembro, o governo repúblicano enviou para a frente de Andújar a recém-formada  XIV Brigada Internacional.

## A batalha
Em 27 de dezembro, a Brigada lançou um ataque a fim de recuperar a cidade de Lopera, a maioria dos 3.000 homens, liderados pelo General Walther, não possuiam treinamento, além disso, não tinham apoio aéreo ou de artilharia. Na sua frente tinha a coluna do Comandante Redondo com uma brigada de choque de requetés (2.000 homens), 2.000 regulares marroquinos  e elementos da cavalaria castelhana. Os republicanos foram dizimados pelos nacionalistas com metralhadoras, morteiros e artilharia. Após 36 horas, o ataque foi cancelado.

## Consequencias
A XIV Brigada tinha perdido 800 homens (300 mortos), entre eles os poetas ingleses, John Cornford e Ralph Winston Fox. A companhia inglesa do 10º batalhão perdeu 78 dos 145 homens que a formavam.
Após a batalha, André Marty mandou prender o comandante do batalhão francês da brigada, Gaston Delasalle. Este foi acusado por um tribunal marcial de incompetência, covardia e de ser um espião fascista, sendo executado por um pelotão de fuzilamento.